# Спирано
Спирано (на италиански: Spirano, на местния диалект Spira, Спира) е град и община в провинция Бергамо на регион Ломбардия в Италия. Намира се в равнината на центъра на провинцията град Бергамо на 12 км южно от него.

## История
Последните проучвания са установили, че първите жители на областта са част от племената „лигурии“, произхождащи от галите „ценомани“. През римското владичество, по форма и територияq е постоянен военен лагер, който използва стратегическото положение на селото, разположено на кръстовището на два главни пътя. Пътищата свързват Милано с Аквилея и се характеризират с усилена търговия, която развива поселището.
Няколко века по-късно по същия път идват варварските орди от североизточната част на Европа, предизвикали хаос и ужас сред местните жители. След тях Ломбардите гарантират нов мир и просперитет, който продължава до появата на франките и Свещената Римска империя.
Вековете на Средновековието се характеризират с братоубийствени спорове между „гвелфи“ и „гибелини“, чиито чести сблъсъци са с трагични резултати, като например през 1312 г., когато селото е разграбено и опустошено.
През ХІІІ век е построена крепост, защитавала селото дълго време под ръководството на фамилия „Суарди“. По-късно то е отстранено в полза на фамилия Висконти от Милано, докато цялата област през 1428 г. преминава към Венецианската република.
Направени са множество строежи насочени към подобряване на социалните и трудовите условия, обработването на земята и изграждане на канали за напояване. Един от тях е канала „Бергамо“. Оттогава започва силната традиция на района в земеделието и животновъдството.
През 19 век за кратко е под австрийска власт, а през 1859 г. управлението е поето от Кралство Италия.
През ХХ век в района се наблюдава значително увеличение на населението, както и съществена промяна в трудовия му живот към промишлеността и сектора на услугите.

## Паметници и забележителности
Една от ембламатичните стради в Спирано е енорийската църква „Свети Джервазио и Протасио“ (на италиански: San Gervasio e Protasio), която датира от ХІІІ век. Напълно възстановена през ХVІІ век и реставрирана два века по-късно, в нея има редица забележителни произведения на изкуството – един олтар на Еней Салмегия, картина от Винченцо Анджело Орели и скулптура, изработена от Джован Батиста Каниана.
Запазени са и оригинални части от замъка на фамилия Суарди.